# NXT No Mercy (2024)
NXT No Mercy (2024) – piętnasta gala wrestlingu w chronologii cyklu No Mercy wyprodukowana przez federację WWE i druga coroczna dla zawodników z brandu NXT. Odbyła się 1 września 2024 w Ball Arena w Denver w stanie Kolorado.
Na gali odbyło się sześć walk. W walce wieczoru, Ethan Page pokonał zapaśnika TNA Joego Hendry’ego i obronił NXT Championship. W innej ważnej walce, która była przedostatnią, Roxanne Perez pokonała Jaidę Parker i obroniła NXT Women’s Championship. Wydarzenie to było także godne uwagi ze względu na oficjalny debiut byłej zapaśniczki Stardom i Marigold, Giulii.

## Produkcja

### Tło
No Mercy zostało po raz pierwszy zorganizowane przez amerykańską promocję wrestlingu WWE jako ekskluzywna gala pay-per-view (PPV) w Wielkiej Brytanii w maju 1999 roku. Drugie No Mercy odbyło się później tego samego roku, w październiku, ale w Stanach Zjednoczonych, które ustanowiło No Mercy jako coroczne październikowe PPV w ramach promocji do 2008 roku. No Mercy zostało wycofane w 2009 roku, ale zostało przywrócone w październiku 2016 roku po ponownym wprowadzeniu podziału na bnrandy, które przywróciło ekskluzywne PPV dla tego brandu. Jednak po WrestleManii 34 w kwietniu 2018, No Mercy zostało ponownie przerwane, ponieważ WWE zakończyło ekskluzywne PPV dla tego brandu, co spowodowało zmniejszenie rocznej produkcji PPV. W 2023 roku WWE wznowiło No Mercy, które odbyło się we wrześniu jako wydarzenie transmitowane na żywo dla ich rozwojowego brandu NXT.
9 lipca 2024 roku zraportowano, że drugie No Mercy pod szyldem NXT i piętnaste w sumie odbędzie się w niedzielę 1 września 2024 roku w Denver w stanie Kolorado w Ball Arena. Raport ten został potwierdzony przez WWE 15 lipca, ustanawiając tym samym No Mercy coroczną wrześniową galą dla NXT. Była emitowana w serwisach transmisji na żywo Peacock w Stanach Zjednoczonych i WWE Network na większości rynków międzynarodowych.

### Rywalizacje
NXT No Mercy oferowało walki profesjonalnego wrestlingu z udziałem wrestlerów należących do brandu NXT. Wyreżyserowane rywalizacje (storyline’y) były kreowane podczas cotygodniowych gal NXT i uzupełniający program transmisji strumieniowej online Level Up. Wrestlerzy są przedstawieni jako heele (negatywni, źli zawodnicy i najczęściej wrogowie publiki) i face’owie (pozytywni, dobrzy i najczęściej ulubieńcy publiki), którzy rywalizują pomiędzy sobą w seriach walk mających budować napięcie. Kulminacją rywalizacji jest walka wrestlerska lub ich seria.

#### Pojedynek o NXT Women’s Championship
13 sierpnia na odcinku NXT, Generalna Menadżerka NXT Ava ogłosiła, że 20 sierpnia odbędzie się No Mercy six-woman Gauntlet Eliminator z udziałem różnych kobiet, które nigdy wcześniej nie walczyły o NXT Women’s Championship, a zwyciężczyni zmierzy się z Roxanne Perez o mistrzostwo na No Mercy. Wren Sinclair, Adriana Rizzo, Sol Ruca, Jaida Parker, Kendal Grey i Karmen Petrovic zostały ogłoszone sześcioma uczestniczkami gauntlet matchu. Walkę wygrała Parker.

#### Pojedynek o NXT Championship
13 sierpnia na odcinku NXT, kiedy NXT Champion Ethan Page świętował swoją udaną obronę tytułu na drugim tygodniu The Great American Bash, przerwał mu wrestler Total Nonstop Action Wrestling (TNA), Joe Hendry, który skonfrontował się z Pagem i stwierdził, że jednym z powodów, dla których był w NXT, było zdobycie NXT Championship. Kiedy Hendry patrzył na Page’a, pojawił się Wes Lee i wykonał superkick na Hendrym. Później, za kulisami, Pete Dunne również stwierdził, że chce NXT Championship. Później tej nocy, Lee stanął twarzą w twarz z Dunne’em. Następnie Hendry wyszedł i zaatakował Lee, gdy ochrona próbowała ich rozdzielić. Później Generalna Menadżerka NXT Ava ogłosiła, że 20 sierpnia na odcinku NXT, Dunne, Hendry i Lee zmierzą się ze sobą w triple threat matchu, a zwycięzca zmierzy się z Pagem o NXT Championship na No Mercy. Walkę wygrał Hendry. W następnym tygodniu, Hendry zorganizował specjalny koncert na żywo, który został przerwany przez Page’a. Następnie pojawiła się Ava i ogłosiła, że ze względu na zachowanie Page’a podczas triple threat matchu i jego brak szacunku dla Hendry’ego, do walki o tytuł No Mercy został wyznaczony sędzia specjalny. Następnie ujawniono, że sędzią specjalnym będzie Trick Williams.

#### Pojedynek o NXT Tag Team Championship
13 sierpnia na odcinku NXT, Andre Chase i Ridge Holland z Chase University pokonali Axioma i Nathana Frazera i wygrali NXT Tag Team Championship. W następnym tygodniu, Chase University (Chase, Holland, Duke Hudson, Riley Osborne i Thea Hail) świętowali swoje zwycięstwo, ale Axiom i Frazer przerwali i poprosili o rewanż. Hudson powiedział, że rozważy przyznanie im rewanżu, jeśli pokonają jego i Osborne’a, co też zrobili. Rewanż został następnie ogłoszony oficjalnie na No Mercy.

#### Pojedynek o NXT Women’s North American Championship
Podczas drugiego tygodnia NXT: The Great American Bash 6 sierpnia, Kelani Jordan pokonała Tatum Paxley i obroniła NXT Women’s North American Championship. Wendy Choo pojawiła się po walce, pozornie, aby pocieszyć Paxley, ale zaatakowała ją od tyłu. W następnym tygodniu Jordan, która siedziała przy ringu podczas walki pomiędzy Paxley i Lolą Vice, została zaatakowana przez Choo od tyłu, a Choo pozowała z tytułem Jordan. Następnie Jordan wtrąciła się w walkę Choo z Vice w następnym odcinku, tylko po to, by Vice przypadkowo uderzyła Jordan. Choo następnie zaatakowała Vice poduszką, aby wygrać walkę. Jordan następnie rzuciła wyzwanie Choo o tytuł na No Mercy, co Choo zaakceptowała i później zostało ogłoszone oficjalnie.

#### Pojedynek o NXT North American Championship
Przez cały lipiec 2024 roku, ówczesny NXT Heritage Cup Champion Tony D’Angelo przerywał wywiady NXT North American Championowi Oba Femiemu. 13 sierpnia na odcinku NXT, D’Angelo stracił puchar na rzecz członka No Quarter Catch Crew (NQCC), Charliego Dempseya. W następnym tygodniu, Dempsey i jego koledzy ze stajni Myles Borne i Wren Sinclair świętowali swoje zwycięstwo, ale przerwał im Femi, który wyraził zainteresowanie zdobyciem pucharu. Następnie pojawił się D’Angelo, pozornie, aby poprosić Dempseya o rewanż, tylko po to, by wywołać bójkę pomiędzy swoimi kolegami ze stajni D’Angelo Family, Channingiem „Stacks” Lorenzo, Lucą Crusifino i Adrianą Rizzo oraz NQCC, wpatrując się w Femiego. Następnie obaj pokłócili się, a D’Angelo uzyskał przewagę. Później ogłoszono, że Femi będzie bronił swojego tytułu przeciwko D’Angelo na No Mercy.

#### Wes Lee vs. Zachary Wentz
Na drugiej nocy NXT: The Great American Bash, Wes Lee zaatakował innych członków Rascalz, Treya Miguela i Zachary’ego Wentza z TNA po tym, jak on i Wentz nie zdołali zdobyć NXT Tag Team Championship, przez co po raz pierwszy w swojej karierze przeszedł heel turn. W następnym tygodniu Lee opowiedział, dlaczego zaatakował Miguela i Wentza, mówiąc, że Wentz go porzucił i poszedł do TNA. Następnie Lee rzucił wyzwanie Wentzowi w ramach No Mercy. W następnym odcinku, Lee zmierzył się z Joe Hendrym i Pete’em Dunne’em w potrójnym zagrożeniu, aby wyłonić pretendenta nr 1 do NXT Championship, gdzie Hendry wygrał. Po walce Wentz zaatakował Lee i obaj mężczyźni musieli zostać rozdzieleni przez ochronę, gdy program zniknął z anteny. W następnym tygodniu, obaj zgodzili się na walkę na No Mercy.

## Wyniki walk
| Nr                                 | Wyniki | Stypulacje                                                             | Czas  |
| ---------------------------------- | --- | ---------------------------------------------------------------------- | ----- |
| 1                                  | Nathan Frazer i Axiom pokonali Chase University (Andre Chase’a i Ridge’a Hollanda) (c) (z Duke Hudsonem, Rileyem Osbornem i Theą Hail) poprzez pinfall | Tag team match o NXT Tag Team Championship                             | 13:33 |
| 2                                  | Zachary Wentz pokonał Wesa Lee poprzez pinfall | Singles match                                                          | 13:37 |
| 3                                  | Kelani Jordan (c) pokonała Wendy Choo poprzez pinfall                                                                                                  | Singles match o NXT Women’s North American Championship                | 13:19 |
| 4                                  | Oba Femi (c) pokonał Tony’ego D’Angelo (z Channingiem „Stacks” Lorenzo, Lucą Crusifino i Adrianą Rizzo) poprzez pinfall                                | Singles match o NXT North American Championship                        | 13:47 |
| 5                                  | Roxanne Perez (c) pokonała Jaidę Parker poprzez pinfall                                                                                                | Singles match o NXT Women’s Championship                               | 14:50 |
| 6                                  | Ethan Page (c) pokonał Joego Hendry’ego poprzez pinfall                                                                                                | Singles match o NXT Championship Trick Williams był sędzią specjalnym. | 15:08 |
| (c) – mistrz/mistrzyni przed walką | |                                                                        |       |